# 海老原美代子
海老原 美代子（えびはら みよこ、12月16日 - ）はウェザーマップ所属の気象予報士、防災士である。

## 人物
栃木県河内郡上三川町出身。日本大学文理学部卒業。趣味は、山歩き・ゴルフ・読書。
陸上競技の元やり投選手の海老原有希とは、遠い親戚である。お互いの実家も近所で、自身も後援会に入っている。
2004年3月までは栃木放送のパーソナリティーであり、朝のワイド番組などに出演していた。ほぼ毎日のように天気原稿を読んでいるうちに、いつの日か自分の言葉で天気予報を伝えたいと思い、気象予報士になった。
気象予報士になってからは主にTBSラジオの番組内の天気予報で気象キャスターとして出演した。
2008年ごろまではスカパー!などで放送しているe-天気.netの番組にも出演していた。
2013年7月2日、自身のtwitter上で第二子を妊娠中で、同年8月から産休に入ることを発表した。また、この日の『たまむすび』でパーソナリティーの赤江珠緒が、海老原が今日で仕事を辞めると勘違いし花束を贈呈するハプニングがあった。現在は2児の母。
2017年1月11日、TBSラジオ交通情報の埼玉県警担当としてTBSラジオに復帰し、2019年9月27日まで務めた。
2019年10月から気象予報士としての活動に復帰した。

## 主な出演
- イブ6プラス（とちぎテレビ） - 2020年4月から月・木・金曜に出演[4]

### 栃木放送
- 気分爽快!ラジオDEゴー!

### TBSラジオ
- 生島ヒロシのおはよう定食
- 生島ヒロシのおはよう一直線
- 森本毅郎・スタンバイ!
- 大沢悠里のゆうゆうワイド
- ストリーム
- 赤江珠緒たまむすび（火・水曜日担当）
- 荒川強啓 デイ・キャッチ!（不定期）
- 中村尚登ニュースプラザ→土曜朝イチエンタ。堀尾正明+PLUS!
- 土曜ワイドラジオTOKYO 永六輔その新世界
- TBSラジオ交通情報（埼玉県警担当）

### e-天気.net
CSスカパー!、CATV、Yahoo!動画などに配信
- きょうのパーフェクト天気（月曜日）
- あすのパーフェクト天気（月曜日）
- Thats!　天気予報（月・火曜日）

### その他
- TOKYO MX NEWS（TOKYO MXテレビ）